# جاك كلوغمان
يعقوب يواكيم كلوغمان (بالإنجليزية: Jack Klugman)‏ (27 أبريل 1922- 24 ديسمبر 2012) ممثل أفلام وتلفزيون ومسرح. من أشهر ادواره دور أوسكار ماديسون في المسلسل التلفزيوني الأمريكي ذا اود كابل (1970-1975)، ودور البطولة في مسلسل كوينسي إم إي (1976-1983)، ودوره في فيلم 12 رجلا غاضبا. وعلى شاشة التلفزيون فاز بجائزة إيمي لعمله في مسلسل المدافعين وظهر في أربع حلقات من مسلسل منطقة الشفق
حصل كلوغمان على دور البطولة في العرض المسرحي ذا اود كابل. وفاز في اثنتين من جوائز إيمي التلفزيونية عن أعماله في النسخة التلفزيونية من المسرحية.
ولد في فيلادلفيا  وكان والداه من المهاجرين اليهود الروس. درس في معهد كارنيجي للتقنية، والتي تعرف الآن بجامعة كارنيغي ميلون، حيث تخرج في عام 1948. خدم في جيش الولايات المتحدة أثناء الحرب العالمية الثانية. عمل بالتمثيل بعد عودته من الجيش في مدينة نيويورك، وكان زميله في السكن آنذاك تشارلز برونسون.

## روابط خارجية
- جاك كلوغمان على موقع IMDb (الإنجليزية)
- جاك كلوغمان على موقع ميتاكريتيك (الإنجليزية)
- جاك كلوغمان على موقع الموسوعة البريطانية (الإنجليزية)
- جاك كلوغمان على موقع روتن توميتوز (الإنجليزية)
- جاك كلوغمان على موقع قاعدة بيانات الأفلام العربية
- جاك كلوغمان على موقع ألو سيني (الفرنسية)
- جاك كلوغمان على موقع ميوزك برينز (الإنجليزية)
- جاك كلوغمان على موقع تيرنر كلاسيك موفيز (الإنجليزية)
- جاك كلوغمان على موقع أول موفي (الإنجليزية)
- جاك كلوغمان على موقع قاعدة بيانات برودواي على الإنترنت (الإنجليزية)